# 風速
風速（英語：wind speed）是指空氣相對於地球某一固定地點的運動速率。在日常生活中，我們把空氣的移動稱之為「風」。
風速通常都用於量度室外空氣流動的速度。亦有情況需要量度室內空氣流動的速率，但比較少見。風速對我們的日常生活佔有很重要的地位：不論是天氣預報、航空及航海的作業、建造及土木工程都需要參考風速。高風速會引起不良的後果，而對於特定程度的高風速，我們都會給予專有的名詞去辨別，例如：強風、烈風、暴風、颶風等。
風速的量度有兩種：
1. 量化的量度，我們可以利用風速計[1]。風速計一般採用節（kn）、米每秒（m/s）或公里每小時（km/h）作量度單位；
2. 在沒有風速計時，我們亦可透過觀察來推斷處身環境的風速。一般來說，都會採用蒲福氏風級來作參考指標。

## 風向的量度
風向是指風的來向，可以用自由轉動的風向標測定，用方位或角度表示，另加無風及無定向風兩類。風速計上風向標的羽箭隨來風轉動，使箭咀直指風的來向。箭頭指向哪邊，風就從哪邊吹來。而地圖上的風羽指標則相反，箭頭方向相等於風的方向，箭羽數目就是風力，箭羽愈多風力愈強。

## 有紀錄最高風速
颶風約翰是中太平洋有紀錄以來的第三個五級颶風，並創下該海域最高的風速紀錄，達每小時280公里。自1994年起，只有颶風伊歐凱在中太平洋達到五級颶風的強度，它與吉爾瑪一樣，擁有比約翰更低的氣壓但較慢的風速。颱風溫黛橫過香港時的強度相當於美國國家颶風中心熱帶氣旋分級中的二級颱風，當時維多利亞港錄得的每小時平均風速達每小時133公里，最高陣風每小時259公里。而大老山亦錄得時速284公里的陣風紀錄。目前顛峰強度時風速最高的熱帶氣旋是1979年西北太平洋區域的颱風泰培，1分鐘平均風速為每小時305公里；登陸時風速最高則是2013年西北太平洋的颱風海燕，10分鐘平均風速達每小時275公里。

## 參看
- 风速计
- 风玫瑰图
- 蒲福風級

## 外部連結
- 天气在线 - 风速单位转换器 （页面存档备份，存于）